# Ripoux 3
Série Les Ripoux
Ripoux contre ripoux
(1990)
Pour plus de détails, voir Fiche technique et Distribution.
Ripoux 3 est une comédie policière française réalisée par Claude Zidi et sortie en 2003. C'est la suite des films Les Ripoux et Ripoux contre ripoux, du même réalisateur, sortis respectivement en 1984 et 1990.

## Synopsis
Comme il le souhaitait dès l'époque de sa rencontre avec René Boisrond, François Lesbuche est devenu commissaire, à la BRB. Malgré son grade et sa volonté d'être incorruptible, il n'hésite pas à rejouer les ripoux pour aider son vieil ami René, retraité reclus sur sa péniche. Impliqué bien malgré lui dans une affaire de blanchiment d'argent, René, qui a accidentellement perdu le magot qui lui avait été confié, est poursuivi par la mafia chinoise de Belleville. Avec l'aide d'Albert, un ami chirurgien, René change d'identité et devient Jean Morzini, un patient de la clinique d'Albert récemment décédé. Il reçoit alors la visite d'une certaine Maud, qui lui remet des instructions en vue du casse d'une banque que Morzini avait prévu de cambrioler ; et de la fille du vrai Morzini, Marie, qui n'avait jamais vu son père et croit que c'est René. Simultanément, François prend sous sa tutelle un jeune stagiaire, Julien, filleul de son patron, qui s'éprend de Marie.

## Fiche technique
- Titre original : Ripoux 3
- Réalisation : Claude Zidi
- Scénario : Claude Zidi, Simon Michaël
- Dialogues : Didier Kaminka
- Production : Claude Zidi, Patrice Ledoux
- Photographie : Gérard de Battista
- Montage : Nicole Saunier
- Décors : Katia Wyszkop
- Musique : Francis Lai
- Producteur : Jacques-Éric Strauss
- Budget : 11,5 millions €[1]
- Pays d'origine :  France
- Format : couleur
- Genre : comédie
- Durée : 105 minutes
- Date de sortie :
  - France : 10 décembre 2003

## Distribution
- Philippe Noiret : René Boisrond (alias Jean Morzini)
- Thierry Lhermitte : commissaire François Lesbuche
- Lorànt Deutsch : Julien
- Chloé Flipo : Marie Morzini
- Jean-Luc Bideau : commissaire Bloret
- Bernadette Lafont : Carmen
- Jean-François Balmer : Albert
- Laurence Boccolini : Maud
- Reinaldo Wong : Chen
- Xing Xing Cheng : Madame Chen
- Jean-Louis Foulquier : Ogler
- Yves Belluardo : clochard
- Hans Meyer : Van Der Brook
- Didier Kaminka : le chauffeur de taxi
- Bonnafet Tarbouriech : le boucher
- Marc Samuel : le contrôleur général
- René Morard : le patron de Marie
- Marie Zidi : une amie de Marie
- Christian Gion : le patron de la guinguette

## Production

### Lieux de tournage
Contrairement aux deux précédents épisodes qui se déroulaient dans le quartier de Montmartre (XVIIIe arrondissement), celui-ci se déroule autour du quartier de Belleville (XIe et XXe arrondissements).

## Accueil

### Accueil critique
En France, le site Allociné propose une note moyenne de 2,6⁄5 à partir de l'interprétation de critiques provenant de 5 titres de presse.

## Analyse